# Кучеров, Валерий Владимирович
Вале́рий Влади́мирович Ку́черов (укр. Валерій Володимирович Кучеров; 11 августа 1993, Стаханов, Луганская область, Украина) — украинский футболист, защитник клуба «Верес».

## Игровая карьера
Валерий Кучеров родился в Стаханове. Свою футбольную карьеру начинал в алчевской «Стали», откуда в сентябре 2013 года перешёл в «Сталь» днепродзержинскую. В сезоне 2013/14 Валерию вместе с этой командой удалось получить «серебро» второй лиги и повыситься в классе, а уже через год «Сталь» повторила своё достижение в первой лиге. 19 июля 2015 года в первом туре чемпионата Украины 2015/16 Кучеров дебютировал в Премьер-лиге. «Сталь» открывала чемпионат матчем против действующего чемпиона киевского «Динамо». В этой игре Кучеров отыграл все 90 минут.
Летом 2018 года стал игроком клуба «Калуш».

## Достижения
«Сталь»
- Серебряный призёр Первой лиги Украины: 2014/15
- Серебряный призёр Второй лиги Украины: 2013/14

«Верес»
- Победитель Первой лиги Украины: 2020/21
- Бронзовый призёр Первой лиги Украины: 2016/17

«Арсенал-Киев»
- Победитель Первой лиги Украины: 2017/18